# Janez Strnad

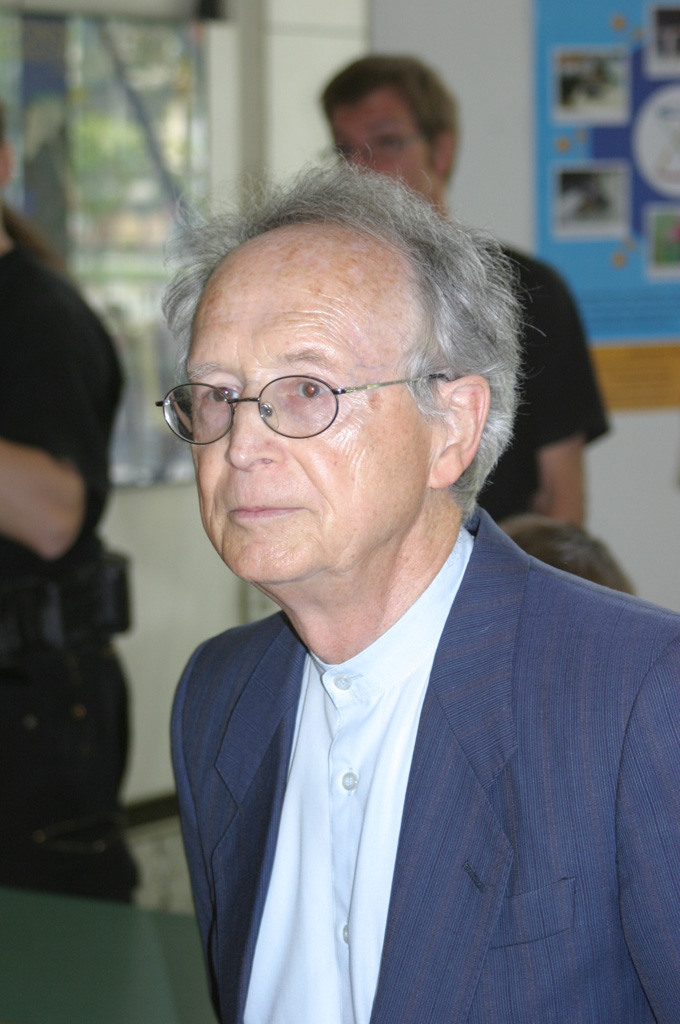
Janez Strnad

Janez Strnad (Ljubljana, 4 maart 1934 – aldaar, 30 november 2015) was een Sloveens natuurkundige en populair-wetenschappelijk schrijver. Strnad gaf vanaf 1961 jarenlang les aan de universiteit van Ljubljana aan de faculteit der natuurwetenschappen en technologie. Hij gaf de inleidende colleges natuurkunde en daarnaast ook enkele colleges in gevorderde onderwerpen. Zijn voornaam betekent geelgors in het Nederlands, wat een soort vogel is.
Strnad studeerde aan de universiteit van Ljubljana en is in 1957 afgestudeerd in de technische natuurkunde. In 1963 is hij gepromoveerd. Hij deed enige jaren onderzoek aan het Jožef Stefan Instituut, tot 1974, toen hij aangesteld werd als hoogleraar. In 1990 publiceerde hij zijn werk over elementaire deeltjes Iz take smo snovi kot sanje (Wij zijn van het materiaal van dromen gemaakt).
Hij schreef over het wetenschappelijke werk van Jožef Štefan uit. Zijn boekje in de monografieënreeks Zbirka Σ (de Σ collectie) getiteld Kvantna fizika (kwantumfysica) bevat een inleiding in de onzekerheidsrelatie van Heisenberg voor de ouderejaars student. Strnad produceerde meer dan 1000 publicaties.

### Universitaire leerboeken
1. Janez Strnad, Atlas klasične in moderne fizike (Atlas van de klassieke en moderne natuurkunde), bewerking van Hans Breuer, dtelevisieAtlas zur Physik, (Deutscher Taschenbuch Verlag, München 1987, 1988)), DZS, Ljubljana 1993, pp 400
2. Janez Strnad, Fizika, 1. del, Mehanika, Toplota (Natuurkunde, eerste deel, Mechanica, Warmte), (DZS, Ljubljana 1977, pp 1 – 284.
3. Janez Strnad, Fizika, 2. del, Elektrika, Optika (Natuurkunde, tweede deel, Elektriciteit, Optica), (DZS, Ljubljana 1978, pp 285 – 564).
4. Janez Strnad, Fizika, 3. del, Posebna teorija relativnosti, Atomi (Natuurkunde, derde deel, bijzondere relativiteit, atomen), (DZS, Ljubljana 1980, pp 320).
5. Janez Strnad, Fizika, 4. del, Molekule, kristali, jedra, delci (Natuurkunde, vierde deel, moleculen, kristallen, atoomkern, deeltjes), (DZS, Ljubljana 1982, pp 283).
6. Janez Strnad, Mladen Gros, Marjan Hribar, Alojz Kodre, Naloge iz fizike (Natuurkunde-oefeningen), (DMFA SRS, Ljubljana 1981, pp 108).

### Dictaten over deelgebieden van de natuurkunde en postdocseminars
1. Janez Strnad, Fazna, skupinska, signalna hitrost (Fase, Groep, Signaalsnelheid), (DMFA SRS, Ljubljana 1975, pp 31).
2. Janez Strnad, Poskusi v posebni in splošni teoriji relativnosti (Experimenten in Bijzondere and algemene relativiteit), (DMFA SRS, Ljubljana 1977, pp 44).
3. Janez Strnad, Na pot v kvantno elektrodinamiko (Opweg naar kwantumelektrodynamica), (DMFA SRS, Ljubljana 1986, pp 176).
4. Janez Strnad, Na pot k Schwarzschildu (Op weg naar Schwarzschild), (DMFA S, Ljubljana 1991, pp 52).
5. Janez Strnad, Homogeno gravitacijsko polje: med posebno in splošno teorijo relativnosti (Homogene Gravitatievelden: tussen bijzondere en algemene relativiteit), (DMFA S, Ljubljana 1994, pp 44).
6. Janez Strnad, Začetki kvantne statistične mehanike (Het begin van kwantum statistische mechanica), (DMFA S, Ljubljana 1997, pp 31).
7. Janez Strnad, Odkritje razcepa (Ontdekking van de splitsing), (DMFA S, Ljubljana 2000, pp 39).

### Boeken
1. Janez Strnad, Jožef Stefan, Ob stopetdesetletnici rojstva (Jožef Stefan, Op zijn 150e verjaardag), (DMFA SRS, Ljubljana 1985).
2. Janez Strnad, Prapok Prasnov požene v dir (Oerknal drijft oermaterie in een galop), (DZS, Ljubljana 1988, pp 81).
3. Janez Strnad, Zgodbe iz fizike (Verhalen uit de natuurkunde), (Slovenska matica, Ljubljana 1990).
4. Janez Strnad, Fiziki 1 (Natuurkundigen 1), (Mihelač in Nešović, Ljubljana 1995, pp 159).
5. Janez Strnad, Razvoj fizike (De ontwikkeling der natuurkunde), (DZS Ljubljana 1996, pp 400).
6. Janez Strnad, Fiziki 2 (Natuurkundigen 2), (Modrijan, Ljubljana 1999, pp 199).
7. Janez Strnad, Fiziki 3 (Natuurkundigen 3), (Modrijan, Ljubljana 2000, pp 227).
8. Janez Strnad, Svet merjenj: o razvoju fizike in merjenju osnovnih fizikalnih količin (De wereld van metingen: Over de ontwikkeling van de natuurkunde en het meten van fundamentele natuurkundige grootheden), (DZS, Ljubljana 2001, pp 139).
9. Janez Strnad, Sto let fizike: od 1900 do 2000 (Honderd jaar natuurkunde: van 1900 tot 2000), (DMFA S, Ljubljana 2001, pp 233).

### Wetenschappelijke artikelen
1. Janez Strnad, Sto let Stefanovega zakona (Honderd jaar de wet van Stefan-Boltzmann), (Obzornik mat, fiz. 26 (1979) 3).
2. Janez Strnad, A. Vengar, Stefanova meritev toplotne prevodnosti zraka (Stefans metingen aan de warmtegeleiding van de lucht), (European Journal of Physics, 1984).
3. Janez Strnad, Kako je Jožef Stefan odkril zakon o sevanju (Hoe Jožef Stefan de wet van de radioactiviteit ontdekte), (Zbornik za zgodovino naravoslovja in tehnike 8, Ljubljana 1985).
4. Janez Strnad, Stefanov tok (Stefans stroom), (Obzornik mat, fiz. 32 (1985).
5. Janez Strnad, Stefanova naloga (Stefans taak), (Obzornik mat, fiz. 34 (1987).
6. Janez Strnad, Stefanove elektodinamične enačbe (Stefans vergelijking van elektrodynamica), (European Journal of Physics, 1989).
7. Janez Strnad, Ernst Mach kot fizik (Ernst Mach als natuurkundige), (Zbornik za zgodovino naravoslovja in tehnike 10, Ljubljana 1989).
8. Janez Strnad, Dvigajoči se mehurčki (Rijzende bubbels), (Obzornik mat, fiz. 39 (1992) 4, pp 85 – 89).
9. Janez Strnad, Oslabitev Brownovega gibanja (Brownse beweging in de verdrukking), (Obzornik mat, fiz. 39 (1992) 2, pp 49 – 54).
10. Janez Strnad, Opazovanje in teorija (Observatie en theorie), (Obzornik mat, fiz. 39 (1992) 5, pp 141 – 150).
11. Janez Strnad, J. Stefana 'Longitudinalna nihanja palic'  (J. Stefans 'oscillaties van staven in de breedtegraad' ), (Obzornik mat, fiz. 40 (1993) 1, pp 17 – 19).
12. Janez Strnad, Ali mora znati, kdor uči? (Moet hij die onderwijst weten?), (Obzornik mat, fiz. 40 (1993) 1, pp 23 – 31).
13. Janez Strnad, Superprevodnost (Supergeleiding), (Obzornik mat, fiz. 40 (1993) 4, pp 110 – 120).
14. Janez Strnad, Nenavadni interferenčni poskusi I. Interferenčni poskus s sevanjema v nasprotnih smereh (Ongewone interferentie experimenten I. Interferentie experimenten met stralingen in tegengestelde richting), (Obzornik mat, fiz. 40 (1993) 5, pp 135 – 136).
15. Janez Strnad, Supertekočnost (Superfluïditeit), (Obzornik mat, fiz. 40 (1993) 6, pp 183 – 191).
16. Janez Strnad, Fizika iz Karlsruheja: O novostih v poučevanju fizike (Het natuurkundecollege van Karlsruhe: Aangaande nieuwe benaderingen in het onderwijzen van de natuurkunde), (Obzornik mat, fiz. 41 (1994) 4, pp 122 – 128).
17. Janez Strnad, Nenavadni interferenčni poskusi I. Youngov poskus z ionoma (Ongewone interferentie experimenten II. Youngs experimenten met twee ionen), (Obzornik mat, fiz. 41 (1994) 5, pp 119 – 153).
18. Janez Strnad, Nenavadni interferenčni poskusi, Interferenčni poskus z laserjema (Ongewone interferentie experimenten, Interferentie experimenten met twee lasers), (Obzornik mat, fiz. 41 (1994) 6, pp 187 – 190)  (PACS 42.50.-p.)
19. Janez Strnad, Premo centralno gibanje J. Vege (J. Vega's lineaire centrale beweging), (Obzornik mat, fiz. 47 (2000) 1, pp 20 – 26).  (PACS 01.65.+g, 45.40Gj)
20. Janez Strnad, Nenavadni interferenčni poskusi, Interferenčni poskus z molekulami C60 (Ongewone interferentie experimenten, Een interferentie experiment met C60 moleculen), (Obzornik mat, fiz. 47 (2000) 2, pp 53 – 56)  (PACS 33.80.-b.)
21. Janez Strnad, Precesija enakonočij (De voortgang der equinoxen), (Obzornik mat, fiz. 47 (2000) 4, pp 120 – 125).  (PACS 01.65.+g)
22. Janez Strnad, Osnovne fizikalne konstante 1998 (Fundamentele natuurkundige constanten 1998), (Obzornik mat, fiz. 47 (2000) 5, pp 177 – 179).  (PACS 06.20.Jr)
23. Janez Strnad, Rubinowicz v Ljubljani (Rubinowics in Ljubljana), (Obzornik mat, fiz. 47 (2000) 6, pp 144 – 146).  (PACS 01.60.+g)
24. Janez Strnad, O gravitacijski konstanti (Aangaande de gravitatieconstante van Newton), (Obzornik mat, fiz. 48 (2001) 1, pp 19 – 25).  (PACS 04.80.-y)
25. Janez Strnad, Med dvema ognjema? (Tussen twee vuren?), (Obzornik mat, fiz. 48 (2001) 1, pp 92 – 94).  (PACS 06.20.Fn)
26. Janez Strnad, Sevalni tlak in P. N. Lebedev (Stralingsdruk en P. N. Lebedev), (Obzornik mat, fiz. 48 (2001) 1, pp 148 – 153).  (PACS 01.65.+g, 45.40Gj)
27. Janez Strnad, Prožni trak kot model vesolja (Het elastiekje als een model van het universum), (Obzornik mat, fiz. 49 (2002) 1, pp 21 – 27).  (PACS 98.80.-k)
28. Janez Strnad, Stefanova sila (Stefans kracht), (Obzornik mat, fiz. 49 (2002) 2, pp 58 – 61).  (PACS 01.65.+g, 47.15.-x)
29. Janez Strnad, Interferenca elektronov na svetlobi (Interferentie van elektronen en licht), (Obzornik mat, fiz. 49 (2002) 5, pp 148 – 150).  (PACS 33.80.-b)
30. Janez Strnad, Vega o obliki Zemlje (Vega over de vorm van de Aarde), (Obzornik mat, fiz. 50 (2003) 1, pp 27 - III).  (PACS 01.65.+g, 45.40Gj)
31. Janez Strnad, O elektronih v atomu (Aangaande elektronen in atomen), (Obzornik mat, fiz. 50 (2003) 3, pp 82 – 85).  (PACS 01.40.Ej)
32. Janez Strnad, Kako sem pisal učbenik za fiziko (Hoe ik een natuurkundeboek schreef), (Obzornik mat, fiz. 50 (2003) 5, pp 157 – 160).  (PACS 01.40.Gm)
33. Janez Strnad, Bose-Einsteinova kondenzacija cezija (Bose-Einstein condensatie van cesium), (Obzornik mat, fiz. 50 (2003) 6, pp 184 – 191).  (PACS 03.75.Fi)

### Popularisering
1. Janez Strnad, Jožef Stefan, Ob stopetdesetletnici rojstva (Jožef Stefan, 150 jaar), (Presek (1985) 5).
2. Janez Strnad, Stogodišnjica Stefanovega zakona (Honderd jaren wet van Stefan), (Dijalektika, Belgrado 1979 3-4).
3. Janez Strnad, Svetlobni mlinček (Lichtvermaler), (Presek 24 (1996/1997) 130).
4. Janez Strnad, Natančnejši podatki o vesolju (Accuratere gegevens over het universum), (Delo, Znanost/Scientia, 7 april, 2003 pp 3)

### Colloquia
1. Janez Strnad, Bose-Einsteinova kondenzacija alkalijskih atomov (Bose-Einstein condensatie van alkaline atomen), (FMF, IJS, Ljubljana 5 november, 2001).
2. Janez Strnad, Nobelova nagrada za fiziko 2000 (Nobelprijs voor de natuurkunde van 2000), (FMF, IJS, Ljubljana 6 november, 2000).
3. Janez Strnad, Alojz Kodre, Profesor Kuščer - In Memoriam (In memoriam professor Kuščer), (FMF, IJS, Ljubljana 2 februari, 2000).

- Gemeinsame Normdatei: 143443542
- International Standard Name Identifier: 0000 0001 1504 926X
- Library of Congress Control Number: n89623074
- Nationale Bibliotheek van Israël: 987007448201005171
- Virtual International Authority File: 167642582
- WorldCat: E39PBJt8k9MCcC8tdQCmxTppT3